# Parchimer Allee (métro de Berlin)
Parchimer Allee est une station de la ligne 7 du métro de Berlin en Allemagne, située dans le quartier de Britz, de l'arrondissement de Neukölln.

## Situation
La station est établie sous l'intersection des avenues de Parchim et Fritz-Reuter, dans le quartier de Britz, entre Blaschkoallee au nord, en direction de Rathaus Spandau, et Britz-Süd au sud, en direction de Rudow.

## Historique
Elle est ouverte le 28 septembre 1963 lors de la mise en service du prolongement de la ligne entre Grenzallee et Britz-Süd. Sa conception est due à l'architecte Werner Düttmann.
En 2008, la proposition de rebaptiser la station Hufeisensiedlung (« lotissement en fer à cheval ») est rejetée par la BVG.
En 2018, Parchimer Allee est classée monument historique avec douze autres statons comme témoins de la construction du métro dans les années 1960-1970.

## Service des voyageurs

### Accueil
La station comprend deux bouches au nord et au sud équipées d'ascenseurs et d'escaliers mécaniques qui la rendent totalement accessible aux personnes à mobilité réduite. Les deux voies encadrent un quai central.

### Desserte
Parchimer Allee est desservie par les rames circulant sur la ligne 7 du métro.

### Intermodalité
La station de métro est en correspondance avec la ligne d'autobus M46 de la BVG.